# 中原茂明
中原 茂明（なかはら しげあき、1941年6月28日 - ）は日本の実業家。トクヤマ代表取締役社長や、同社取締役会長、塩ビ工業・環境協会会長、日本ソーダ工業会会長などを務めた。

## 人物・経歴
東京都出身。東京都立豊多摩高等学校を経て、1966年一橋大学商学部卒業、徳山曹達（現トクヤマ）入社、計数課配属。東京支店調査課、ソーダ薬品営業企画課、化学品営業企画課を経て、1970年東京支店購買課課長代理。1972年総合企画室主席。1988年IRIS本部主席兼広報室主席。1989年広報室長兼IRIS本部部長。1991年化成品企画グループリーダー兼IRIS本部部長。1995年取締役化成品事業部長。2000年常務取締役化成品事業部長、各支店管掌。2002年から代表取締役社長を務め、創立100周年に向けて、国際競争力の強化や海外比率の向上などを掲げた「100周年ビジョン」の策定を行うなどした。2009年に取締役会長に退いた。2013年関西ペイント取締役。塩ビ工業・環境協会会長や日本ソーダ工業会会長も務めた。